# ابری بالای کوه
ابری بالای کوه یا ساکا نو اوئه نو کومو (به ژاپنی: 坂の上の雲 Saka no Ue no Kumo) یک مجموعه تلویزیونی تاریخی و درام مخصوص است. این مجموعه توسط ان‌اچ‌کی ساخته شده و پخش آن در سه سری از سال ۲۰۰۹ تا ۲۰۱۱ میلادی به مدت سه سال ادامه داشته است و دارای ۱۳ قسمت ۹۰ دقیقه‌ای است. داستان این مجموعه در دوره میجی و در محور سه شخصیت در شهر ماتسویاما، اهیمه: آکی‌یاما یوشیفورو، برادر وی آکی‌یاما سانه‌یوکی، و دوست آنان ماسائوکا شیکی متمرکز شده است.